# Infection urinaire de la femme enceinte
L'infection urinaire de la femme enceinte est un état pathologique fréquent et dont certaines caractéristiques diffèrent de l'infection urinaire de l'adulte. Il existe durant la grossesse des conditions particulières favorisant cette infection ainsi que des complications potentiellement redoutables.

## Mécanisme d'infection
Les modifications anatomiques induites par la grossesse favorisent la stase des urines dans la vessie et l'uretère droite ainsi que le reflux d'urine de la vessie vers les uretères. L'augmentation de volume de l'utérus gravide vient contrarier le fonctionnement habituel des organes urinaires directement adjacents.

## Clinique
Les signes cliniques d'infection urinaire sont d'une extrême variabilité. Cela va de l'état asymptomatique de l'infection aux signes francs de pyélonéphrite. On note parfois certains signes cliniques de la cystite comme les brûlures mictionnelles, l'envie incessante d'uriner (pollakiurie), mais rarement une dysurie ou des douleurs abdominales.
L'infection est aussi régulièrement découverte lors du dépistage systématique à partir du 4e mois de grossesse en France, voire lors du bilan étiologique de certaines complications de la grossesse (accouchement prématuré, retard de croissance intra-uréto).

## Diagnostic
L'examen cytobactériologique des urines est l'examen de choix pour le diagnostic et le suivi du traitement (choix du traitement et stérilisation des urines).
L'échographie de l'arbre urinaire doit être envisagé lors de suspicion d'infection urinaire du haut appareil (pyélonéphrites) ou devant une septicémie inexpliquée ou associée à des signes d'infection du bas appareil.
L'urographie intraveineuse est possible à partir du troisième trimestre de grossesse devant des formes récidivantes d'infection du haut appareil, notamment du rein gauche et en cas de forme hémorragique (hématurie).

## Complications
Outre les complications de toutes infections urinaires chez l'adulte, la femme enceinte s'expose à une menace d'accouchement prématuré même s'il s'agit d'une forme asymptomatique d'infection. La recherche d'une bactériurie asymptomatique doit être systématique face à une MAP.
La mort fœtale intra-utéro est due à une infection touchant directement l'enfant.

## Traitement
Toute infection urinaire de la femme enceinte doit être traitée. Les antibiotiques et anti-bactériens utilisables lors de la grossesses peuvent être utilisés. Les fluoroquinolones, les sulfamidés et les tétracyclines sont contre-indiqués au cours de la grossesse.
La pyélonéphrite est traitée en milieu hospitalier pour utiliser la voie parentérale et assurer un bilan rapide de l'état de l'arbre urinaire.
Un examen cytobactériologie des urines est pratiqué après la fin du traitement afin de vérifier la stérilité des urines.
Un contrôle systématique des urines doit être organisé mensuellement permettant de dépister les formes asymptomatiques afin de les traiter.